# Mega Man (DOS)
『Mega Man』（メガマン）は、1990年1月30日に発売されたパソコン（DOS）用のアクションゲームである。

## 概要
"Mega Man"とはカプコンのコンピュータゲーム『ロックマン』の日本国外（英語圏）での呼称であり、本作はカプコンのライセンス許諾を得て北米で独自に製作された、国内未発売の『ロックマン』のゲーム作品である。

## ゲームの流れ
ステージは計5つあり、最初に短いステージ（後のロックマンシリーズのナンバリング作品の「オープニングステージ」に相当）をクリア後、3体のボスキャラクターの選択ステージを自由な順番で攻略した後、最終ステージに向かう。
最初のステージは犬型ロボットに追いかけられつつシャッターを目指していくものとなっており、ボスは登場せずシャッターを開けた地点でステージ選択画面に移るようになっている。
最終ステージには3体のボスキャラクターとの再戦が待ち受けているが、『ロックマン』と同じく順番に戦っていくという仕組みになっている。

## ストーリー
2010年、幾度もメガマン（ロックマン）に敗れたワイリーは、高性能ロボットのCRORQを利用して世界中のあらゆるロボットを意のままに操るようになり、世界征服の野望に乗り出すのであった。

## 登場キャラクター

### 主なキャラクター
ロックマンシリーズ#登場キャラクターも併せて参照のこと。
メガマン（Mega Man）
Dr.ワイリー（Dr.Wily）

### ボスキャラクター
なお、全てのボスキャラクターの顔と胴体は、一部過去の作品にあたる『ロックマン2』（エアーマン、バブルマン、クイックマン）のボスキャラクターのグラフィックが元となっている。
ダイナマン（Dyna Man）
火薬製造工場を占拠したロボット。爆薬を使いこなす。顔と胴体はクイックマンが元となっている。
ソニックマン（Sonic Man）
海洋研究所を占拠したロボット。ソナーにうるさい。顔と胴体はバブルマンが元となっている。
ボルトマン（Volt Man）
水力発電所を占拠したロボット。電力を使いこなす。顔と胴体はエアーマンが元となっている。

### その他のボスキャラクター
CRORQ
名前の読みは不明だが、詳しくはクロークと読む場合もある。
二本足で部屋を動き回るパソコンのモニターの顔をしたロボット。歩き回りながら弾を打つ。ライフゲージが2本あり、1本減らすとコックピットのフロントガラスが剥がれてワイリーの顔が見える。

## 特殊武器
ダイナボンバー（Dyna Bomber）〔D〕 - ダイナマンを撃破 - 消費エネルギー（4）
放物線を描いて飛ぶダイナマイト。床に落ちた場合は時間が経つと爆発する。
ソニックウェーブ（Sonic Wave）〔S〕 - ソニックマンを撃破 - 消費エネルギー（3）
前方に発射され、壁に当たると45°に反射する衝撃波。
スパーキングフィールド（Sparking Field）〔V〕 - ボルトマンを撃破 - 消費エネルギー（1）
プレイヤーの周囲に敵に当たると消えるバリアを設置する。

## その他
- 本作の武器入手画面では "New weapon system has been adapted to the plasma canon.（入手した武器のデータはプラズマキャノンに組み込まれた）" と、初期装備の通常弾とそれを発射する武器をメガバスター[2]ではなく「プラズマキャノン」と表記している。